# Drosophila antecedens
Drosophila antecedens är en tvåvingeart som beskrevs av M.W.Y. Kam och W.D. Perreira 2003. Drosophila antecedens ingår i släktet Drosophila och familjen daggflugor.
Artens utbredningsområde är Hawaii.